# Етельберт II (король Східної Англії)
Етельберт II (давн-англ. Æthelberht II, убитий 20 травня 794) — король Східної Англії (790—794), ймовірно син Етельреда I. Загальнохристиянський святий у лику мучеників.

## Біографія
У «Житії святого Етельберта» про нього розказана наступна історія. Етельберт відрізнявся винятковою релігійністю. Деякий час він хотів навіть дати обітницю безшлюбності, але оскільки йому як світському правителю було необхідно мати спадкоємця, його вмовили одружитися. Своєю нареченою Етельберт обрав Ельфледу, дочку Оффи Мерсійского. Попри вмовляння матері, яка передбачила великі біди через цього шлюбу, Етельберт вирушив до Оффи у Віллу Австраліс для сватання. Ні землетрус, ні сонячне затемнення, ні різні видіння не зупинили короля на шляху до нареченої. Ельфледа була зачарована нареченим і спробувала переконати батька визнати Етельберта своїм сюзереном. Проте королева Кінетріт, що зненавиділа Етельберта, вмовила чоловіка вбити його. Етельберт був схоплений і страчений за наказом Оффи якимсь Грімбертом, а його горе-наречена Ельфледа пішла в монастир у Кроуленді. Пізніше Оффа, розкаявся у вбивстві й виділив землю під будівництво собору в Герефорді. Там згодом було поховано тіло Етельберта, а відрубану голову перевезли у Вестмінстерське абатство. Пізніше Етельберт був зарахований церквою до лику святих.
Враховуючи, що деякі джерела називають одного з його попередників Альберта іменем Етельберт, святому Етельберту умовно присвоєно номер «Другий».